# Međunarodni šahovski odbor gluhih
Međunarodni šahovski odbor gluhih (eng. International Chess Committee of the Deaf, ICCD), pridružena organizacija Svjetske šahovske organizacije koja predstavlja gluhe osobe i osobe visoko oštećena sluha. Uloga organizacije je promicati i razvijati sve oblike šaha kod osoba s ovim oblikom invalidnosti, interese šaha, uspostaviti i koordinirati aktivnost članova i organizirati prvenstva pod okriljem FIDE za ovu skupinu ljudi, te zastupati interese članova kod FIDE i inih međunarodnih organizacija. Krovno je tijelo Međunarodne šahovske reprezentacije gluhih.
Pod krovom ICCD-a održavaju se:
- pojedinačnasvjetska prvenstva gluhih u kategorijama muškaraca, žena, juniora, juniorki i gluhoslijepe
- Šahovske olimpijade gluhih u kategorijama muškaraca i žena
- kontinentska natjecanja za klubove kao europsko prvenstvo

Sjedište je u Kijevu u Ukrajini, Červenoarmijska ul. 74, ured 31. Predsjednik je Phillip K. Gardner iz Engleske.
ICCD je osnovan kao Međunarodni odbor tihog šaha' (eng. ICSC, International Committee of Silent Chess) 14. kolovoza 1949. u Kopenhagenu. ICSC se pridružio FIDE 25. travnja 1955. godine. 1. listopada 2012. promijenio je ICSC ime u International Chess Committee of the Deaf (ICCD ), jer izraz "tihi šah" u smislu gluhoslijepog šaha danas je nesuvremena i zamijenjena jeriječju "gluh".
Uvjet za natjecanje na natjecanjima gluhih su osobe prosječna gubitka sluha od preko 55 dB na 500, 1000 i 2000 Hz. Najbolji šahisti po ljestvici Elo s ICCD-ovim uvjetima su talijanski međunarodni majstor Duilio Collutiis s Elom od 2463 (stanje: kolovoz 2014.). ICCD-ovi igrači koji su svojevremeno bili velemajstori FIDE su izraelski šahist Yehuda Grünfeld i hrvatski šahist Zlatko Klarić.

## Vanjske poveznice
- Međunarodni šahovski odbor gluhih